# Guelma
Guelma (arabsky ڨالمة‎; alžírská výslovnost: [ɡelmæ]IPA) je sídlo stejnojmenného okresu a hlavní město eponymní provincie, tzv. vilájetu, ležící na severovýchodě Alžírska, přibližně 65 kilometrů na jih od pobřeží Středozemního moře. V minulosti se na této lokalitě rozkládala kolonie Calama, spadající pod římskou provincii Numidie.

## Historie

### Starověk
Oblast Guelmy byla osídlena již v prehistorii. První správní organizaci zavedli Féničané, kteří založili město nazvané Malaca (sdílející shodnou etymologii se španělskou Málagou); jméno pravděpodobně odvozené z fénického slova pro „sůl“. Později město ovládli Římané, kteří jej přejmenovali na Calama, s charakterem kolonie existující v rámci římské provincie Numidie. Během vzestupu křesťanství oblast prosperovala a v 5. století n. l. se guelmským biskupem stal Possidius z Calamy.
Vpád Vandalů znamenal zpustošení oblasti. Ta později připadla Byzantské říši, pod jejíž vládou vznikly hradby chránící obyvatele před nájezdy. Město se stalo součástí byzantského Kartaginského exarchátu. Ovšem po muslimském záboru a nastolení dominance v Alžírsku, guelmská oblast společensky upadla a byla ponechána jen jako formální sídlo, později podléhající otomanské vládě.

### Francouzská vláda
Po sedmi staletích nečinnosti proběhlo obnovení správního charakteru Guelmy po roce 1830, v důsledku francouzské koloniální expanze a zřízení Francouzského Alžírska. Při postupu francouzské armády, pod vedením generála Bertranda Clausela, do Constantine byly v listopadu 1836 objeveny ruiny Calamy.
Guelma byla jako město obnovena v roce 1836 a správní, obecní zřízení se datovalo k 17. červnu 1854. Následovala etapa rozvoje, včetně obnovy hradeb a výstavby železnice. V roce 1905 došlo k rekonstrukci římského divadla pod správou starosty M. Jolyho. Nejstarší, stále funkční náboženská budova města – mešita El-Atik Mosque, pochází z roku 1837. V Guelmě stojí na místě zvaném „place de Saint Augustin“ také synagoga a kostel. V květnu 1945 zde došlo k masakru alžírských muslimů francouzskou správou.

### Po zisku nezávislosti
Po osmileté alžírské válce za nezávislost, a jejím zisku v roce 1962, došlo k odchodu velké části evropských usedlíků, zejména francouzských kolonistů a domorodých židů. Městská synagoga a kostel pozbyly charakter církevních center pro židy a křesťany. Místní populace poté zaznamenala demografický růst.

## Turismus
V okolí Guelmy vyvěrají termální prameny a v blízkosti leží dvě lázeňská letoviska Hammam Debagh a Hammam Ouled Ali. Mezi ubytovací zařízení patří Hotel Mermoura, Hotel Tarik, Hotel Chelala, Hotel la Couronne, turistický komplex El Baraka a komplex Bouchahernie.

## Sport
Ve městě byla postavena řada sportovišť: víceúčelový olympijský stadion, městský stadion, olympijský plavecký bazén a multifunkční hala. Mezi guelmské fotbalové kluby patří:
- Espérance Sportive de Guelma, známý jako ES Guelma (založen 1939)
- The Olympic Football Guelma (založen 1947)
- L'Ettardji Sarri Madinet Guelma (založen 8. září 1977)

## Osobnosti města
- Kateb Yacine (1929–1989) – spisovatel, romanopisec,
- Houari Boumédiène (1932–1978) – politik, prezident republiky 1965–1978,
- Abdallah Baali (* 1954) – kariérní diplomat, velvyslanec
- Taieb Boulahrouf – bojovník Fronty národního osvobození a alžírský diplomat, po zisku nezávislosti velvyslanec,
- Saddek Boussena – ministr energetiky a prezident OPEC.

## Galerie

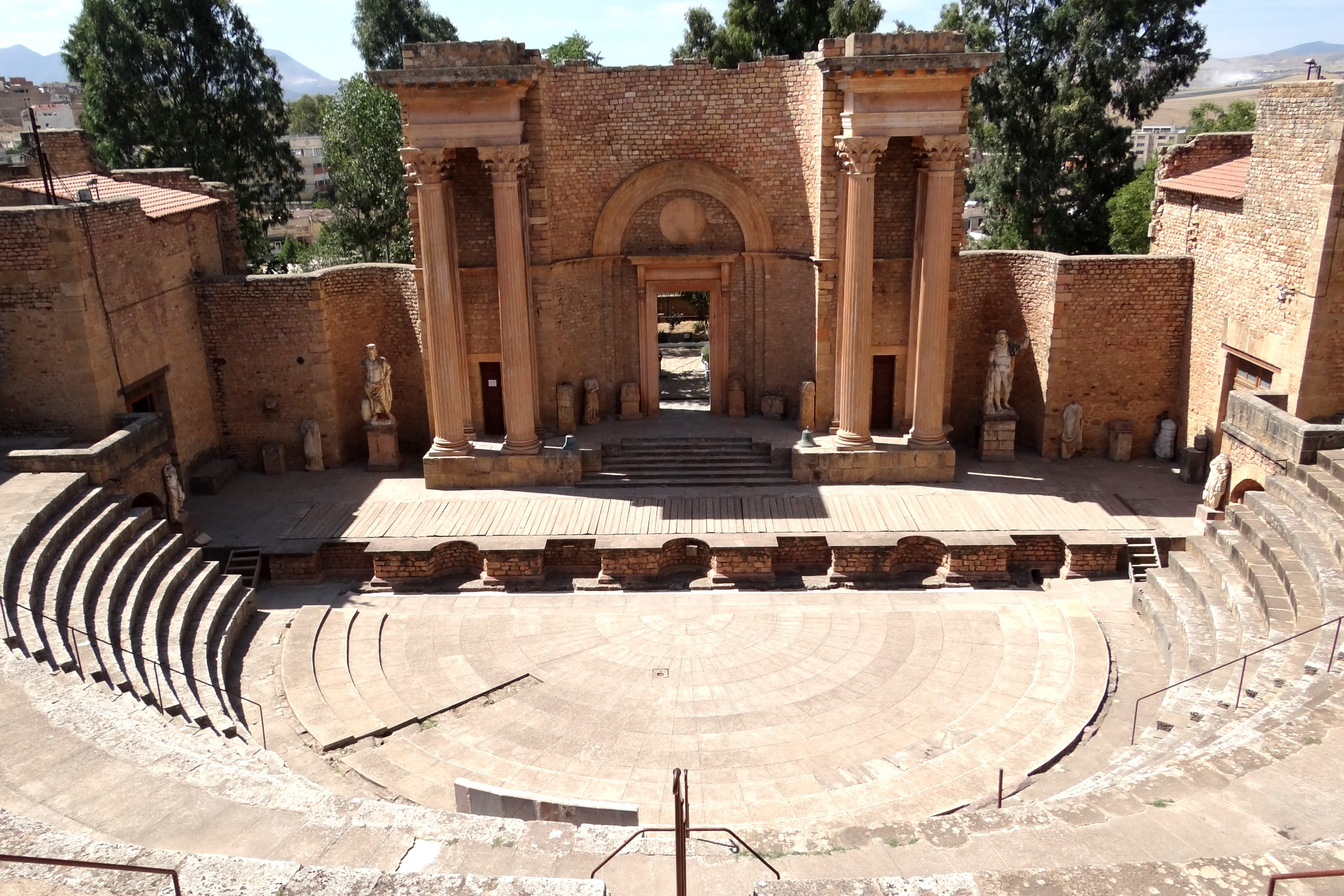
římské divadlo
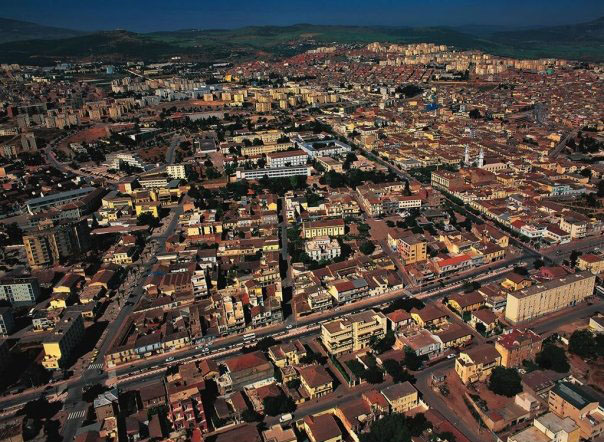
celkový pohled na město
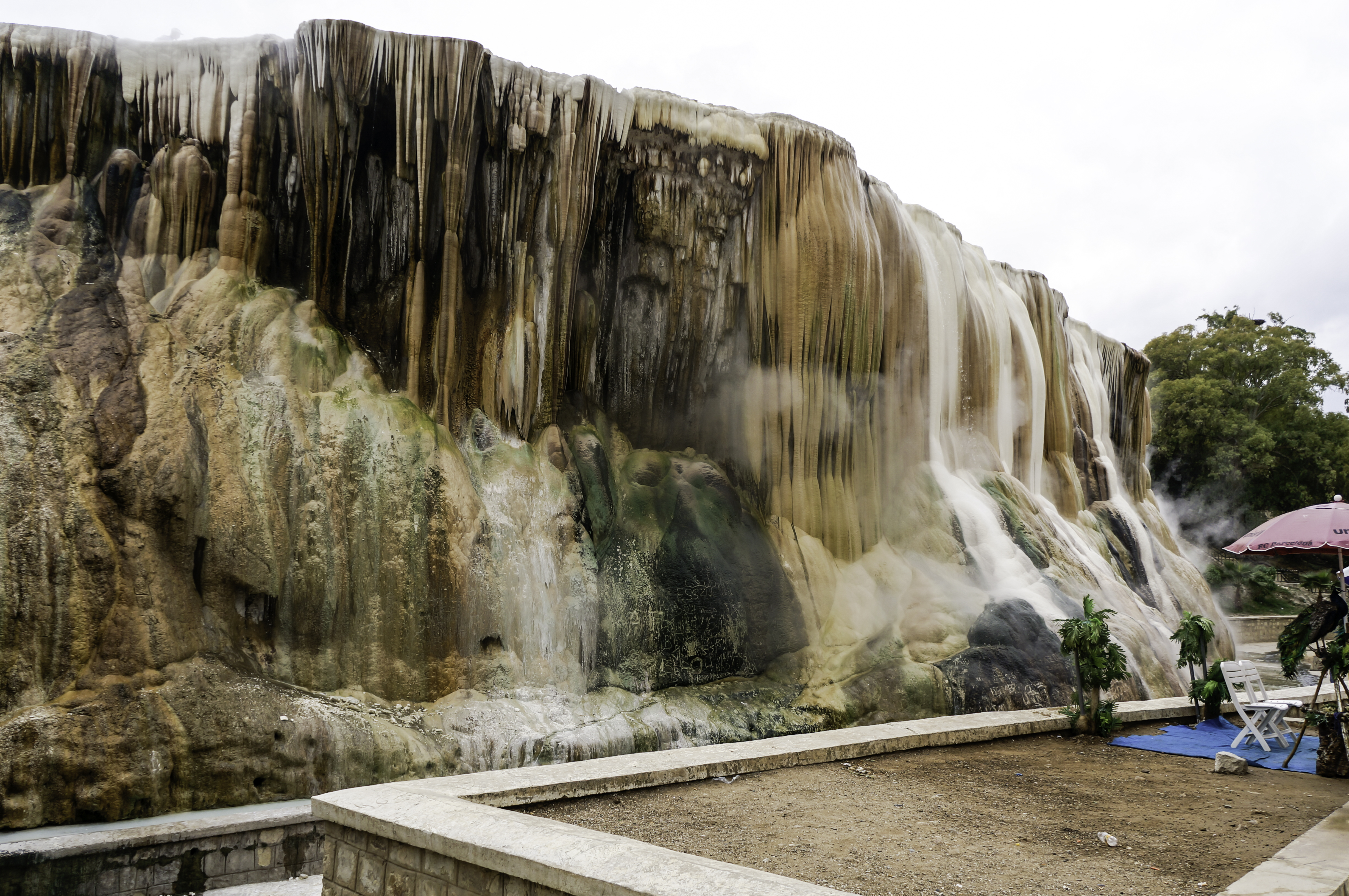
termální prameny
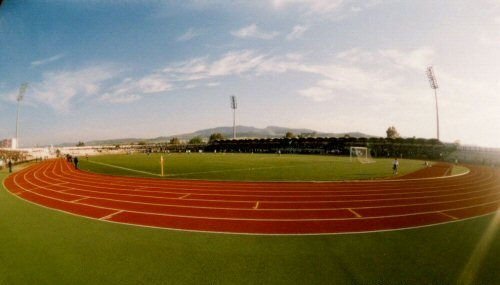
olympijský stadion